# Erandique
Erandique è una città dell'Honduras facente parte del dipartimento di Lempira.
Il comune risultava già come entità indipendente nella divisione amministrativa del 1889 ed ha ottenuto lo status di città nel 1932.